# Bassus tricolor
Bassus tricolor är en stekelart som först beskrevs av Szepligeti 1905.  Bassus tricolor ingår i släktet Bassus och familjen bracksteklar. Inga underarter finns listade.